# 富家語
『富家語』（ふけご）は、富家語談ともいい、富家殿と号した関白藤原忠実（1078-1162年）の語録。高階仲行筆記。院政期という比較的早い時期において成立し、有職故実・公事を中心とする題材を後世の説話集に提供したため、説話に分類されることもある。
同一談話者の『中外抄』にも載せる久安7年（1151年）から、保元・平治の乱後の応保元年（1161年）まで、全て258段の短い記事がある。『中外抄』と異なり、談話の時期は明記されていないが、概して保元の乱に連座して船岡山山麓の知足院に幽閉されていた忠実晩年の言談である。
『江談抄　中外抄　富家語』（岩波書店「新日本古典文学大系」）がある。